# بينشي-شيمي-بينشي 2015
بينشي-شيمي-بينشي 2015 (بالفرنسية: Binche-Chimay-Binche 2015)‏  هو سباق دراجات هوائية، وهو الموسم رقم 28 من السباق، وأقيم في 6 أكتوبر 2015، وامتدّ لمسافة 194.5 كيلومتر، وهو أحد سباقات طواف أوروبا للدراجات 2015، وهو من نوع سباق يوم واحد، وهو من نوع سباق الدراجات، وقد شارك في السباق 140 متسابقاً ووصل إلى نهايته 54 متسابقاً.
فاز فيه بالمركز الأول رامون سينكلدام، وبالمركز الثاني بيم يجثارت، وبالمركز الثالث توم فان أسبروك.

## الفرق
| فرق عالمية (6)- Etixx-Quick Step - Lotto-Soudal - Lotto NL-Jumbo - Tinkoff-Saxo - IAM Cycling - Giant-Alpecin فرق قارية محترفة (4)- سبورت فلاندرين بالويس 2015 ‏ - رومبوت تشارلز ‏ - Cofidis, Solutions Crédits - Wanty-Groupe Gobert فرق قارية (8)- بنجوال باوليز ساوكس دبليو بي ‏ - Bingoal WB Devo Team ‏ - بوديسول يوروميليونز بول كونتيننتال والون 2015 ‏ - CCT p/b Champion System ‏ - Delta Cycling Rotterdam ‏ - Veranclassic–Ago ‏ - Pauwels Sauzen–Vastgoedservice ‏ - فيرانداس ويلمز 2015 ‏ |  |
| |  |

## الفائزون
| الترتيب | الفائز         |
| ------- | -------------- |
| الفائز  | رامون سينكلدام |
| الثاني  | بيم يجثارت     |
| الثالث  | توم فان أسبروك |